# Accidente 703
Accidente 703 es una coproducción hispano-argentina en clave de drama dirigida por José María Forqué con una crítica de calidad buena.

## Argumento
Héctor viaja en coche con Luisa por la carretera en viaje desde Madrid a Barcelona. En otro coche viajan Jorge y Paula, su amante, que se cruzan inesperadamente en el camino del primero, provocando que choquen contra un árbol y se despeñen. Héctor muere y Luisa queda gravemente herida. El otro coche no se detiene, así como varios otros, cada uno por motivos personales distintos, como Julio, un camionero que no les auxilia para poder llegar a tiempo a su destino, ignorando que en el vehículo siniestrado viajaba una antigua novia suya. El drama está servido.

## Reparto
| Intérprete                 | Personaje                         |
| -------------------------- | --------------------------------- |
| Nuria Torray               | Luisa                             |
| Carlos Estrada             | Jorge Castro                      |
| Julia Gutiérrez Caba       | Esposa del fallecido en accidente |
| José Luis López Vázquez    | Enrique 'Quiquito'                |
| Carlos Cores               | Julio                             |
| Manolo Gómez Bur           | Rogelio                           |
| Maite Blasco               | Maribel                           |
| Guadalupe Muñoz Sampedro   | Sagrario                          |
| Manuel Alexandre           | García                            |
| José Orjas                 | Don Jesús                         |
| José María Caffarel        | Hipólito                          |
| Ángela Bravo               | Vicki                             |
| Francisco Cornet           | Ernesto                           |
| Irán Eory                  | Luchy Altamira                    |
| Carlos Ballesteros         | Jaime                             |
| Lola Herrera               | Teresa                            |
| Antonio Casas              |                                   |
| Carmen Lozano              |                                   |
| Ricardo Canales            |                                   |
| Concha Sánchez             |                                   |
| Jesús Puente               | Guardia Civil de tráfico          |
| Jesús Guzmán               | Familiar en la boda               |
| Ana María Ventura          |                                   |
| Erasmo Pascual             | Don Pascual                       |
| Rosa Palomar               | Conchita Arévalo                  |
| Jacinto Martín             | Perico                            |
| Lola Gálvez                |                                   |
| Ángel Terrón               |                                   |
| Hebe Donay                 |                                   |
| Rufino Inglés              |                                   |
| María Luisa Lamata         |                                   |
| Enrique Echevarría         |                                   |
| Elisa Romay                |                                   |
| Antonio Delgado            |                                   |
| Maribel Hidalgo            |                                   |
| Vicente Bañó               | Capataz                           |
| Tito García                | Pedro                             |
| José Morales               | Guardia Civil de tráfico          |
| Gemma García               |                                   |
| José Villasante            |                                   |
| Enrique Closas             |                                   |
| Antonio Cerro              |                                   |
| Pedro Fenollar             |                                   |
| Guillermo Hidalgo          | Revisor del tren                  |
| Alejo del Peral            |                                   |
| Maribel Martín             | Sobrina de la tendera             |
| Miguel Ángel de la Iglesia | Niño                              |
| Susana Campos              | Paula                             |
| Frank Braña                | Amigo de Perico                   |
| Alicia Hermida             | Begoña                            |
| José Martínez Blanco       | Narrator                          |
| Ángel Álvarez              | Mariano                           |